# State Champs

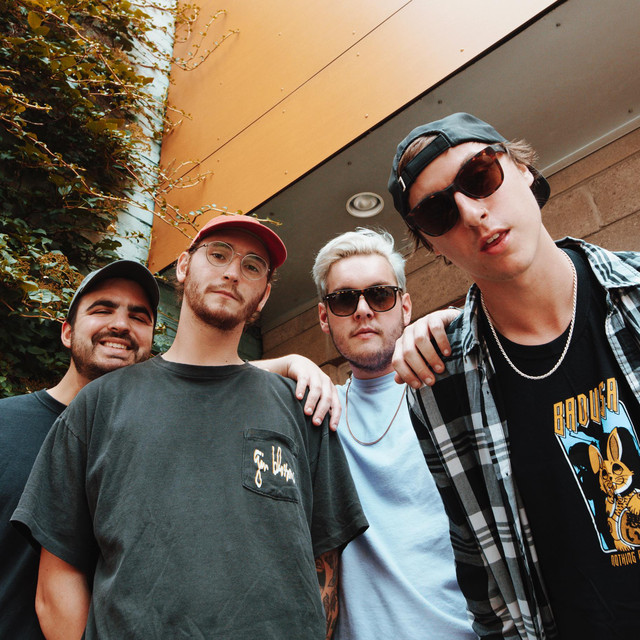
State Champs (v. l. n. r.): Evan Ambrosio, Ryan Scott Graham, Tyler Szalkowski and Derek DiScanio

State Champs ist eine 2010 gegründete Pop-Punk-Band aus Albany, New York, Vereinigte Staaten.

## Geschichte

### Gründung und erste Veröffentlichungen
Gegründet wurde State Champs im Frühjahr des Jahres 2010 in Albany im Bundesstaat New York. Die Bandgründer waren der Sänger Derek DiScanio und Leadgitarrist Tyler Szalkowski. Recht schnell stießen mit William Goodermote, Dave Fogarty und Matt Croteau ein Bassist, ein Schlagzeuger und ein zweiter Gitarrist zu DiScanio und Szalkowski, sodass im August des Gründungsjahres die Veröffentlichung einer ersten EP möglich wurde.
Ein halbes Jahr später, im Januar 2011, erschien die zweite EP unter dem Titel Apparently, I'm Nothing, die sowohl neue Stücke als auch die komplette Debüt-EP beinhaltete. Im Juli des gleichen Jahres absolvierte die Band ihre erste kleinere Konzertreise. Rhythmusgitarrist Fogarty stieg Ende 2011 bei State Champs aus und wurde im folgenden Jahr durch Tony Diaz ausgetauscht.

### Unterschrift bei Pure Noise Records undThe Finer Things
Durch die Herausgabe einer Demoversion des Liedes Critical im April 2012 konnten die Musiker das Interesse eines Plattenlabels, eines Managements und einer Konzertagentur gewinnen. State Champs unterschrieben noch Mitte des gleichen Monats einen Vertrag mit der Independent-Plattenfirma Pure Noise Records, worüber im September die EP Overslept herausgegeben wurde.
Den Sommer verbrachte State Champs auf Tournee mit den Gruppen Forever Came Calling und With the Punches. Im September und Oktober spielte die Gruppe mit den Labelkollegen Handguns. Einen Monat später folgte eine Konzertreise mit der Emo-Band Citizen, ehe die Band im Dezember mit Hit the Lights und A Loss for Words auf Tournee ging. Noch im selben Jahr verließ Matt Croteau die Gruppe und wurde durch Evan Ambrosio als Schlagzeuger ersetzt.
Im März und April des Jahres 2013 sollte die Gruppe im Vorprogramm von Chunk! No, Captain Chunk! auf deren Pardon My French Tour spielen, jedoch beschloss die französische Band stattdessen als Vorband für A Day to Remember auf deren Right Back at It Again Tour aufzutreten, sodass State Champs mit Handguns stattdessen die Pardon My Angst Tour absolvierten. Im Mai gaben die Musiker bekannt, mit den Arbeiten an ihrem Debütalbum fertig zu sein. Als Produzenten wirkten Sam Pudra und der frühere New-Found-Glory-Gitarrist Steve Klein an den Aufnahmen mit. The Finer Things, so der Name des Debütalbums, erschien am 8. Oktober 2013 und verkaufte sich rund 3.100 mal in der ersten Verkaufswoche, sodass das Album in den offiziellen Albumcharts der Vereinigten Staaten auf Platz 132 einstieg und sich eine Woche lang in der Bestenliste halten konnte.
Um das Album bewerben zu können, ging die Band im Herbst des Jahres 2013 auf Nordamerikatournee mit Bayside und Motion City Soundtrack. Noch im Jahr 2013 wurde der Ausstieg von William Goodermote aus der Band bekanntgegeben. Als neuer Rhythmusgitarrist konnte der ehemalige Good-Luck-Varsity-Bassist Ryan Scott Graham gewonnen werden. Die Musiker verbrachten einen Großteil des darauffolgenden Jahres auf Tournee, um weiter für The Finer Things Werbung machen zu können. So spielte die Band im März ihre erste komplette Konzertreise durch die Vereinigten Staaten als Vorband für We Are the In Crowd, William Beckett und Set It Off!. Im Anschluss bespielte die Band erstmals eine Europatournee im Vorprogramm von The Wonder Years und A Loss for Words. Im Sommer des gleichen Jahres spielte State Champs auf der Warped Tour, wo sie hauptsächlich auf der Kevin Says Stage spielten und ab und zu auch auf einer der Hauptbühnen zu sehen war. Während die Musiker die Warped Tour absolvierten, wurde ihre Teilnahme an der Pure Noise Records Tour angekündigt. Im Oktober des Jahres 2014 veröffentlichte die Band mit The Acoustic Things eine EP, die Akustikversionen von fünf Titeln des Debütalbums und zwei neue Stücke beinhaltet.

### Around the World and Back
Im Frühjahr des Jahres 2015 war State Champs Vorband für All Time Low auf deren Future Hearts Tour, im Juni spielte sie im Vorprogramm von 5 Seconds of Summer in Australien und Neuseeland. Im Juli des gleichen Jahres wurde das zweite Album, Around the World and Back, für den 16. Oktober 2015 angekündigt und schließlich veröffentlicht. Das Album konnte den Charterfolg des Vorgängers bestätigen und verbessern: Es stieg auf Platz 30 in den Vereinigten Staaten und erstmals auf Platz 78 in den britischen Albumcharts ein.
Im Februar des Jahres 2016 absolvierte State Champs eine Co-Headliner-Welttournee mit Neck Deep, bei der Creeper und Light Years in Europa im Vorprogramm auftraten. In den Vereinigten Staaten und Kanada wurde die Tournee von Knuckle Puck und Like Pacific unterstützt. Die Tournee führte unter anderem auch durch Australien und Japan. Im Mai des gleichen Jahres, kurz nach der Co-Headliner-Welttournee, spielte die Band im Vorprogramm von Parkway Drive und A Day to Remember. Den Sommer verbrachte die Gruppe erneut auf der kompletten Warped Tour, wo die Musiker erstmals auf einer der beiden Hauptbühnen zu sehen waren. Im Juli des gleichen Jahres war die Band Teilnehmer an den Alternative Press Music Awards, wo die Gruppe in drei Kategorien nominiert waren und als „Bester Durchstarter“ ausgezeichnet wurden. Nach Beendigung der Warped Tour spielte State Champs als Opening-Act auf der Hauptbühne der Reading and Leeds Festivals im Vereinigten Königreich.
Im März des Jahres 2017 wurde angekündigt, das zweite Album Around the World and Back mit Zusatzmaterial und einer DVD neu aufzulegen und am 5. Mai 2017 zu veröffentlichen.

## Stil
State Champs spielen Pop-Punk, der von Gruppen wie The Story So Far, New Found Glory und Fall Out Boy beeinflusst wird. Auf dem 2015 veröffentlichten Album Around the World and Back arbeiten die Musiker mehr mit den Elementen der Popmusik, sodass auch ein Vergleich mit der australischen Band 5 Seconds of Summer möglich ist. Die Musik wurde anfänglich als Easycore beschrieben, die den Pop-Punk-Sound mit dem Einsatz von Breakdowns und gelegentlichem Schreigesang versehen, wobei diese inzwischen gänzlich verschwunden sind. Auch ein Vergleich mit All Time Low wurde herangezogen.

## Diskografie

### Alben
| Jahr | Titel Musiklabel                             | Höchstplatzierung, Gesamtwochen, AuszeichnungChartplatzierungen (Jahr, Titel, Musiklabel, Platzierungen, Wochen, Auszeichnungen, Anmerkungen) | Höchstplatzierung, Gesamtwochen, AuszeichnungChartplatzierungen (Jahr, Titel, Musiklabel, Platzierungen, Wochen, Auszeichnungen, Anmerkungen) | Anmerkungen                                                         |
| Jahr | Titel Musiklabel                             | UK | US | Anmerkungen                                                         |
| ---- | -------------------------------------------- | --- | --- | ------------------------------------------------------------------- |
| 2013 | The Finer Things Pure Noise Records          | — | US132 (1 Wo.)US | Erstveröffentlichung: 8. Oktober 2013                               |
| 2015 | Around the World and Back Pure Noise Records | UK78 (1 Wo.)UK | US30 (1 Wo.)US | Erstveröffentlichung: 16. Oktober 2015 Wiederveröffentlichung: 2017 |
| 2018 | Living Proof Pure Noise Records              | UK54 (1 Wo.)UK | US28 (1 Wo.)US | Erstveröffentlichung: 15. Juni 2018                                 |
| 2022 | Kings of the New Age Pure Noise Records      | — | — | Erstveröffentlichung: 13. Mai 2022                                  |
| 2024 | State Champs Pure Noise Records              | — | — | Erstveröffentlichung: 8. November 2024                              |

### EPs
| Jahr | Titel Musiklabel                       | Höchstplatzierung, Gesamtwochen, AuszeichnungChartplatzierungen (Jahr, Titel, Musiklabel, Platzierungen, Wochen, Auszeichnungen, Anmerkungen) | Höchstplatzierung, Gesamtwochen, AuszeichnungChartplatzierungen (Jahr, Titel, Musiklabel, Platzierungen, Wochen, Auszeichnungen, Anmerkungen) | Anmerkungen                           |
| Jahr | Titel Musiklabel                       | UK | US | Anmerkungen                           |
| ---- | -------------------------------------- | --- | --- | ------------------------------------- |
| 2014 | The Acoustic Things Pure Noise Records | — | US112 (1 Wo.)US | Erstveröffentlichung: 7. Oktober 2014 |

Weitere EPs
- 2010: 2010 (Eigenproduktion)
- 2011: Apparently, I’m Nothing (Eigenproduktion)
- 2012: Overslept (Pure Noise Records)

## Auszeichnungen
- Alternative Press Music Awards[26]
  - 2016: Best Music Video für If I’m Lucky (Nominiert)
  - 2016: Song of the Year für Secrets (Nominiert)
  - 2016: Best Breakthrough Artist (Gewonnen)